# THE BEST OF DETECTIVE CONAN
《THE BEST OF DETECTIVE CONAN》는 아오야마 고쇼 원작의 TV 애니메이션 《명탐정 코난》의 테마곡집. 현재까지 6장 발매됐다. 

## 설명
명탐정 코난의 주제가를 1997년 이후 거의 일관해서 맡고 있는 빙이 기획판으로 발매한 음반이다. 1997년 ~ 2000년대 전반은 이 애니메이션의 타이업송은 반드시라고 해도 좋을 정도로 히트로 이어지고 있다. 이 배경에는 B'z나 ZARD, 딘 등의 90년대를 대표하는 음악가나, 데뷔곡으로 타이업하면서 밀리언 히트를 기록한 헤이세이의 가희 쿠라키 마이가 노래에 관계되고 있는 것으로 들 수 있다. 또, 코마츠 미호, 아이우치 리나, 루마니아 몬테비데오, 가넷 크로우, 사에구사 유카 인 데시벨 등은 이 애니메이션 타이업에 따라서 일약 브레이크를 다하고 있다.

## 발매 목록
- THE BEST OF DETECTIVE CONAN ~명탐정 코난 테마곡집~(2000년 11월 29일)
  - 레이블:  일본 제인 레코드/ 대한민국 씨엔엘뮤직
  - 이 시리즈에서는 유일하게 밀리언을 달성하고 있다. 애니메이션 주제가집의 음반으로는 역대 1위의 판매량.
  - 한국 라이선스 음반에는 보너스 트랙으로〈Love is thrill, shock, suspense (Korean Ver.)〉가 디지털 음원으로 수록되어있다.
- THE BEST OF DETECTIVE CONAN 2: 명탐정 코난 테마곡집2(2003년 12월 10일)
  - 발매원:  일본 비그램 레코드(제인이 비그램에 흡수됐기 때문)
- THE BEST OF DETECTIVE CONAN ~The Movie Themes Collection~(2006년 12월 13일)
  - 레이블:  일본 비그램 레코드
- THE BEST OF DETECTIVE CONAN 3 ~명탐정 코난 테마곡집3~(2008년 8월 6일)
  - 레이블:  일본 비그램 레코드
- THE BEST OF DETECTIVE CONAN 4 ~명탐정 코난 테마곡집4~(2011년 12월 14일)
  - 레이블:  일본 비그램 레코드
- THE BEST OF DETECTIVE CONAN 5 ~명탐정 코난 테마곡집5~(2014년 10월 22일)
  - 레이블:  일본 비그램 레코드
- 극장판 명탐정 코난 주제가집 ~“20”All Songs~(2017년 3월 22일)
  - 레이블:  일본 빙